# KaBlam!
KaBlam! ist eine vom amerikanischen Fernsehsender Nickelodeon von 1996 bis 2000 produzierte Kinderserie. Die Sendung besteht aus einer Rahmenhandlung, bei der die Figuren Henry und June ein Comicheft durchblättern und so verschiedene Kurzfilme unterschiedlicher Animationsart einführen.

## Inhalt
Der Junge Henry und das Mädchen June führen durch die Sendung, wobei sie die Kurzfilme präsentieren, indem sie durch ein Comicheft blättern. Sie spielen außerdem in einer Rahmenhandlung mit weiteren Figuren, unter anderem Mr. Fred Stockdale, einem senilen Angestellten des Senders. 
Die Kurzfilme gehören meist zu den vier Reihen Action League Now!, Life with Loopy, Prometheus and Bob und The Off-Beats, die sich jeweils um eine Figur oder eine Gruppe drehen und alle mit anderen Techniken animiert sind.

## Produktion und Veröffentlichung
Die Serie wurde entwickelt von Robert Mittenthal, Will McRobb, Stephen Holman, Cote Zellers, Michael Pearlstein, Mo Willems, Albie Hecht und Chris Viscardi sowie weiteren Autoren für einzelne Folgen. Produziert wurde die Serie von Nickelodeon und Flying Mallet Productions. Regie führten Stephen Holman, Cote Zellers, Tim Hill und weitere. Die Musik komponierten unter anderem Daniel Shklair,  Rick Witkowski,  Nat Kerr,  J.D. Reilly,  Nicolas 'Nick' Carr und  Alex Wilkinson.  
Nickelodeon strahlte die Serie vom 1. Oktober 1996 bis zum 30. Dezember 2000 in vier Staffeln in den USA aus. Der Sender zeigte die Serie in Deutschland zwischen 1997 und 1998. Im Jahr 2006 wurden einige Folgen nochmal auf dem Nachtprogramm des Kindersender Nick ausgestrahlt. Die Serie wurde auch in Polen, Portugal, Japan, Russland und der Türkei gezeigt.

## Synchronisation
| Rolle    | Englischer Sprecher |
| -------- | ------------------- |
| Henry    | Noah Segan          |
| June     | Julia McIlvaine     |
| Erzähler | Bert Pence          |